# Il giudice e il commissario: Un uomo disperato
 Il giudice e il commissario: Un uomo disperato è un film per la televisione poliziesco francese del 2002, costituisce l'episodio 3 della seconda stagione della serie.

## Trama
Narra dell'indagine condotta da Elisabeth Brochène e il tenente Marie Balaguère sulla scomparsa di Lefur accusato di aver commesso un omicidio, fuggito subito dopo.